# ماثيو هينسون
ماثيو ألكسندر هينسون (بالإنجليزية: Matthew Henson)‏ (8 أغسطس 1866 – 9 مارس 1955) كان مستكشفًا أمريكيًا من أصل افريقي رافق روبرت إدوين بيري في سبع رحلات إلى المنطقة القطبية الشمالية على مدار 23 عامًا تقريبًا. قضا الاثنان ما يقارب 18 عامًا من الرحلات الاستكشافية معًا. اشتهر بمشاركته في بعثة 1908-1909 التي ادعت أنها وصلت إلى القطب الشمالي الجغرافي في 6 أبريل 1909. قال هينسون إنه كان أول من وصل إلى القطب.
وُلد هينسون في نانجموي، ماريلاند لوالدين مزارعين كانا أمريكيين سود أحرار قبل الحرب الأهلية.  قضى معظم حياته المبكرة في واشنطن العاصمة، لكنه ترك المدرسة في سن الثانية عشرة ليعمل كصبي كابينة. عاد لاحقًا إلى واشنطن وعمل بائعًا في متجر بقسم السلع.  كان أحد زبائنه روبرت بيري، الذي وظفه في عام 1887 كخادمه الشخصي. في ذلك الوقت، كان بيري يعمل في قناة نيكاراغوا.
ذهبا معًا في أول بعثة للقطب الشمالي عام 1891-1892. عمل هينسون ملاحًا وحرفيًا، وكان يُعرف باسم «الرجل الأول» لبيري. مثل بيري، درس تقنيات نجاة الإنويت (هم شعب يسكن في شمال الكرة الأرضية).
خلال بعثتهم الاستكشافية عام 1908-1909 إلى جرينلاند، كان هينسون واحدًا من ستة رجال – بما في ذلك بيري وأربع مساعدين من الإنويت – الذين ادعوا أنهم كانوا أول من وصل إلى القطب الشمالي الجغرافي.  في المقابلات، عُرف هينسون أنه أول عضو وصل إلى ما يُعتقد أنه القطب.  حظي ادعائهم بقبول واسع النطاق، لكن في عام 1989، نشر والي هربرت بحثًا يقول فيه أن سجلات رحلاتهم الاستكشافية غير موثوقة، وأشار إلى اندفاعهم النهائي للقطب بسرعة عالية على أنه أمر غير قابل للتصديق، وأن الرجال كان من الممكن أن يبتعدوا 30-60 ميلًا (48- 97 كم) عن القطب بسبب الأخطاء الملاحية.
حقق هينسون درجة من الشهرة نتيجة المشاركة في البعثة، وفي عام 1912 نشر مذكرات بعنوان مستكشف زنجي في القطب الشمالي. ومع كبره في السن، حظيت مآثره باهتمام متجدد. في عام 1937 كان أول أميركي من أصل أفريقي يحظى بفرصة تعيينه عضوًا دائمًا في نادي المستكشفين. في عام 1948 ترقى إلى أعلى مستوى عضوية في النادي. في عام 1944 حصل هينسون على ميدالية استكشاف بيري بولار، واستقبله في البيت الأبيض الرئيسان هاري ترومان ودوايت أيزنهاور. وفي عام 1988، أُعيد دفنه هو وزوجته في مقبرة أرلينغتون الوطنية. في عام 2000 حصل هينسون بعد وفاته على ميدالية هوبارد من قبل الجمعية الجغرافية الوطنية.

## النشأة والتعليم
ولد هينسون في 8 أغسطس 1866 في مزرعة والديه شرق نهر بوتوماك في مقاطعة تشارلز، ماريلاند، لمزارعين من ذوي البشرة الملونة كانا أحرارًا قبل الحرب الأهلية الأمريكية. تعرض والدا ماثيو لهجمات من قبل جماعة كو كلوكس كلان وغيرها من الجماعات المتعصبة للبيض، التي أرهبت الأحرار الجنوبيين والأحرار السابقين الملونين بعد الحرب الأهلية.
هربًا من العنف العنصري في جنوب ماريلاند، في عام 1867، باعت عائلة هينسون المزرعة وانتقلت إلى جورجتاون، بقيت بلدة مستقلة مجاورة للعاصمة الوطنية. وكان لديه أخت تكبره بالسن وتدعى إس هينسون، ولدت في 1864، واثنين من الأخوات الأصغر سنًا. توفيت والدة ماثيو عندما كان ماثيو في السابعة. تزوج والده ليمويل مرة أخرى من امرأة تدعى كارولين وأنجب منها أطفالًا إضافيين، بنات وابن.
بعد وفاة والده، أُرسل ماثيو للعيش مع عمه، الذي عاش في واشنطن العاصمة (أصبحت جورجتاون جزءًا من واشنطن العاصمة في عام 1871). دفع العم مقابل بضع سنوات من التعليم لماثيو ولكنه مات بعد فترة قصيرة. التحق هينسون بمدرسة عامة للسود للسنوات الست التالية، وفي آخر سنة دراسة له التحق بعمل صيفي في غسل الصحون في مطعم.  تميزت سنواته الأولى بحدث لا يُنسى، عندما كان في العاشرة من عمره، ذهب إلى حفل تكريم أبراهام لنكولن، الرئيس الأمريكي الذي كافح بشدة للحفاظ على الاتحاد خلال الحرب الأهلية وأصدر الإعلان الذي حرر العبيد في الولايات الكونفدرالية المحتلة عام 1863.  في الحفل، تأثر ماثيو بشكل كبير بخطاب ألقاه فريدريك دوغلاس، وهو عبد هارب وخطيب شهير، وشخصية قيادية منذ فترة طويلة في المجتمع الأسود الأمريكي. دعا دوغلاس السود إلى متابعة الفرص التعليمية بعزم ومحاربة التحيز العنصري.
في سن الثانية عشرة، شق الشاب طريقه إلى بالتيمور، ماريلاند، وهو ميناء مزدحم.  ذهب إلى البحر وعمل كصبي كابينة على متن السفينة التجارية كاتي هاينز، وسافر إلى موانئ في الصين واليابان وإفريقيا وبحار القطب الشمالي الروسي. تولى قائد السفينة، الكابتن تشايلدز، رعاية هينسون وعلمه القراءة والكتابة.

## وصلات خارجية
- ماثيو هينسون على موقع الموسوعة البريطانية (الإنجليزية)
- ماثيو هينسون على موقع إن إن دي بي (الإنجليزية)